# Fra Nørre Fjends
Fra Nørre Fjends er en dansk eksperimentalfilm fra 1984 med instruktion og manuskript af Knud Victor.

## Handling
Filmen er beskrivelsen af en egn mellem Viborg og Skive i en lyrisk eksperimenterende form, hvor billedernes sort/hvide grafik er underlagt et lydspor i flere lag, der aldrig virker synkront med det viste. Hvad der tilstræbes er en poetisk totaloplevelse af former og lyde, sprog og lys.